# Fannia ciliatissima
Fannia ciliatissima är en tvåvingeart som beskrevs av Chillcott 1961. Fannia ciliatissima ingår i släktet Fannia och familjen takdansflugor. Inga underarter finns listade i Catalogue of Life.